# Incidentul armat de la Putna din 6 iulie 1940
Incidentul armat de la Putna din data de 6 iulie 1940 a fost o acțiune militară desfășurată în zona Mănăstirii Putna de Grupul de Cavalerie 25 Cercetare din Divizia 25 Infanterie și de  Compania de Cercetare a Regimentului 48 Infanterie, aflate sub comanda căpitanului Ioan Tobă, împotriva unei subunități sovietice care depășise linia de demarcație impusă Regatului României prin ultimatumul din 26 iunie 1940. Făcută cu intenția de a include teritoriul aferent lăcașului de cult în teritoriul RSS Ucrainene, intrarea militarilor Armatei Roșii pe teritoriul aflat la sud de linia noii granițe sovieto-române a primit o ripostă militară individuală, care a fost dezavuată ulterior la modul oficial de autoritățile române.
În contextul evacuării și cedării oficiale a Basarabiei, a Bucovinei de Nord și a ținutului Herța către statul sovietic, acțiunea respectivă și-a adus contribuția la menținerea teritoriul disputat în interiorul noii granițe a Regatului României.
Există deocamdată discordanțe și neclarități în ceea ce privește consemnarea scriptică a incidentului la cel moment sau interpretarea ulterioară a evenimentelor, precum și probleme legate de susținerea istorică, din punct de vedere documentar, a celor întâmplate.

## Context
Evacuarea teritoriilor basarabean și nord-bucovinean de către Armata României începând cu data de 28 iunie ca urmare a ultimatumului sovietic, a fost însoțită de aplicarea unor tactici foarte agresive de către trupele ruse și a avut ca urmare un număr mare de incidente și cazuri numeroase de morți și răniți din rândul trupelor române. Suplimentar, în dimineața zilei de 28 iunie 1940, Marele Stat Major român a emis dispoziții conform cărora trupele românești trebuiau să nu deschidă focul asupra trupelor sovietice și să nu reacționeze la provocările acestora, iar comandanților li s-a cerut să intre în contact cu trupele sovietice.
De asemenea, în perioada în care granița nu fusese definitiv stabilită de către comisia mixtă româno-sovietică, noua linie de demarcație era încălcată în mod frecvent și abuziv de către trupele ruse, iar jurnalele de luptă ale Diviziilor 7 și 25 Infanterie au descris intențiile trupelor ruse de a ocupa mai mult teritoriu decât statul rus luasere deja, conform celor specificate în ultimatumul din 26 iunie 1940.

## Preludiul, operația de acoperire a Gurii Putnei

### Cadrul tactic

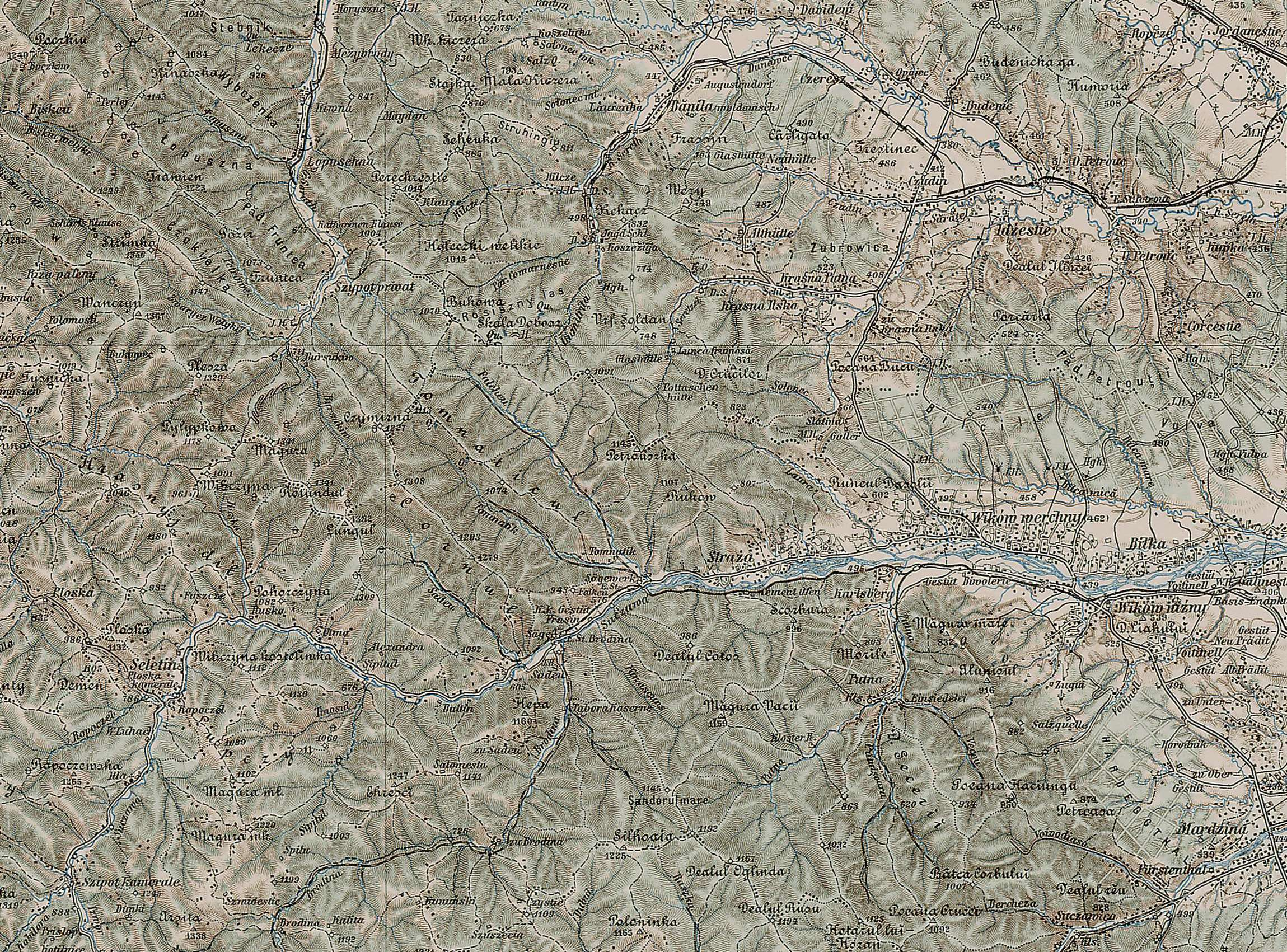
Punctele de interes din arealul geografic bucovinean:văile Putnei și Sucevei, satele de unde trebuiau să ajungă la Putna muncitorii și pozițiile în care au fost dislocate escadronul de cavalerie și compania de cercetare (aici pe o hartă din 1916)

În contextul situației grave de la noua graniță, la data de 30 iunie a fost constituită Gruparea Tactică Putna formată din Regimentul 37 Infanterie, Batalionul Divizionar 7 Mitraliere și Regimentul 8 Artilerie cu misiunea de a închide Valea Putnei și de a interzice pătrunderea inamicului. În seara de 1 iulie 1940 la ora 20 însă, Gruparea Tactică Putna a primit ordinul de a părăsi poziția de la Gura Putnei și de a se regrupa spre diverse bifurcații de drumuri din zonă, de evacuare înapoi, iar pe data de 2 iulie la ora 23.30 Corpul 10 Armată a dat unităților din sudul Bucovinei, ordinul de a distruge podurile de peste râul Suceava. De asemenea, la ora 21 pe data de 3 iulie tot de la comandamentul Corpului 10 Armată a venit un ordin prin care trupelor române li s-a cerut să pregătească apărarea antitanc, să instaleze la sud de râul Suceava baricade pe diverse drumuri și să mineze terenul.
În acest context, la 4 iulie pe teritoriul românesc din arealul apropiat Putnei stabilit conform noii frontiere deja consemnată, a fost deja semnalizată prezența trupelor ruse care luaseră în stăpânire vârful Bucov, iar la 6 iulie călăreți sovietici au pătruns în satul Brodina, unde nu se aflau soldați români, pentru a aresta patru etnici germani pe care i-au dus pe teritoriul controlat de trupele ruse. Printr-o modalitate similară sovieticii s-au apropiat de satul Falcău, dar întâmpinând rezistență militară s-au retras.
Într-o asemenea conjunctură, deoarece la fabrica de sticlă Fischer din Putna nu mai aveau cum să ajungă muncitorii din satele Seletin, Lăpușna și Bănila, rămase în teritoriul preluat cu forța de către sovietici, patronul fabricii – conform relatărilor căpitanului Tobă, ar fi invitat o subunitate sovietică de mărimea cel puțin a unui pluton să ia în stăpânire satul Putna și să mute granița, astfel încât angajații să se poată prezenta la muncă fără probleme.

### DislocareaGrupului de Cavalerie 25 Cercetare
La date de 28 iulie 1940, Grupul de Cavalerie 25 Cercetare  din Divizia 25 Infanterie a fost dislocat din garnizoana Ițcani la Rădăuți, fiind într-o permanentă stare de alarmă.
La data de 5 iulie 1940 la ora 20:00, comandamentul diviziei a ordonat subunității comandate de căpitanul Tobă să se deplaseze rapid la  Gura Putnei pentru a ocupa o poziție aflată pe aliniamentul Falcău - Straja - Vicovu de Sus în fața trupelor sovietice. După înapoierea tuturor patrulelor, detașamentul s-a deplasat pe 6 iulie, cu începere de la ora 3 dimineața în marș forțat spre poziția ordonată, aflată la o distanță de 34 de kilometri. Ajunși la ora 6:30 în satul Gura Putnei, subunitatea s-a instalat pe poziție cu ordinul de a menține noua linie de frontieră și de a rămâne în contact cu trupele sovietice.
La ora 14 au fost trimise patrule în recunoaștere, una sub comanda sublocotenentul Wilhelm Popescu la sud de cota 467 și alta sub comanda sublocotenentului Nicolae Vassiescu la nord de satul Falcău cu misiunea de a lua și păstra legătura cu trupele sovietice și de a menține linia de frontieră stabilită de comisia româno-rusă și a a treia sub comanda sublocotenentului Nicolae Stănescu la nord de Vicov. La ora 17.00, la Gura Putnei a sosit comandantul Diviziei 25 Infanterie, generalul Nicolae Dăscălescu, cu care au fost stabilite detaliile misiunii.

## Incidentul
La ora 20:00 a zilei de 6 iulie, la punctul de comandă al căpitanului Tobă a venit știrea că zona satului și a Mănăstirii Putna au fost invadate de soldați și agitatori sovietici. La ora 20:15, la comanda căpitanului, un pluton de avangardă comandat de sublocotenentul Ghiocel Constantinescu a pornit în marș-galop spre Mănăstirea Putna, fiind urmat de grosul unității și de o companie de cercetare din Regimentul 48 Infanterie aflată sub comanda căpitanului Vlădeanu, pusă și aceasta sub comanda căpitanului Tobă. Printr-un ordin venit de la comandamentul diviziei, această companie avusese alături de Compania 49 Cercetare, ordinul de a se instala la Gura Putnei pentru a bara direcția Gura Putnei-Putna-Poiana Crucii.

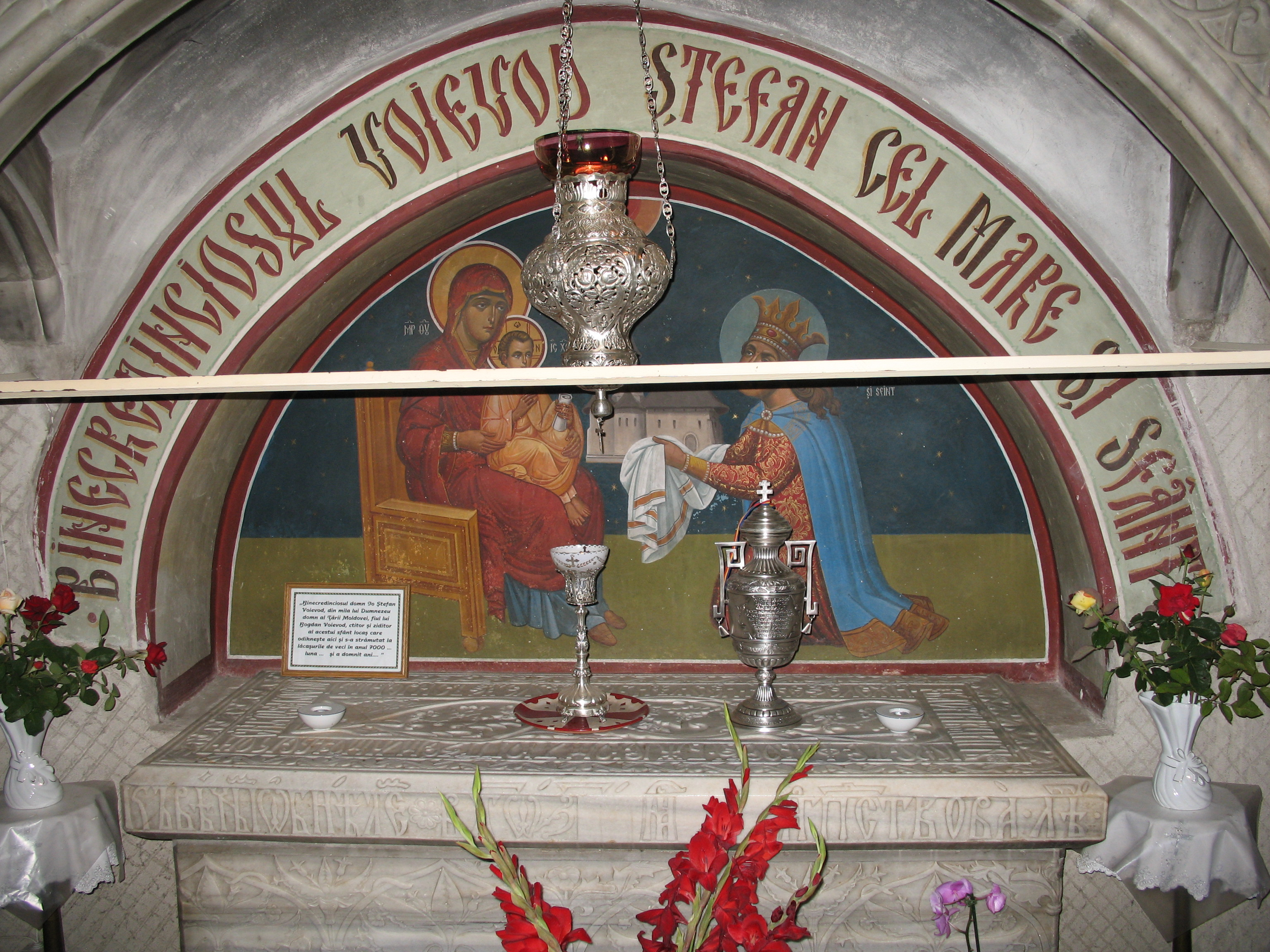
Mormântul lui Ștefan Cel Mare

La ora 21:10, detașamentul a ajuns la mănăstire și a procedat la recunoașterea terenului. În continuare a angajat lupta cu elementele subunității sovietice, a eliberat forțat satul și mănăstirea, i-a împins pe soldații ruși peste linia de demarcație și a arestat ulterior persoanele suspecte. De asemenea, o unitate de pază (Plutonul 3 al Companiei 48 Cercetare) a preluat supravegherea mormântului lui Ștefan cel Mare și a odoarelor mănăstirești, iar la ora 22:15 ștafetele trimise de toate patrulele au raportat restabilirea liniei de demarcație.
A doua zi, pe 7 iulie 1940, frontiera a fost preluată de grănicerii români: posturile 1 și 2 de către Compania 5 Grăniceri și postul 3 de plutonul de vânători comandat de locotenentul Titus Andronic. Pentru mai multă siguranță, toate odoarele și tezaurul mănăstirii au fost expediate cu două camioane la Mănăstirea Cozia din județul Vâlcea. La data de 7 iulie 1940, un ordin al Diviziei 25 Infanterie a precizat necesitatea ca trupele să fie atente la orice mișcare a dușmanului, deoarece rușii aveau ordin să înainteze oriunde nu exista armată română în față.
Ulterior, Grupului de Cavalerie 25 Cercetare a trecut în subordinea Detașamentului Vicov al Regimentului 48 Infanterie, și la data de 8 iulie s-a repliat de la Falcău și Gura Putnei înspre Rădăuți începând de la ora 22:00, pentru a ajunge la locul de destinație pe 9 iulie, la ora 12.30.

## Urmări
„Urmările se cunosc – în parte – și azi, unele de către toată lumea, iar altele de câțiva inițiați. Important este că se poate vizita Putna fără pașaport.”—Fragment dintr-o scrisoare adresată de fostul căpitan Ioan Tobă, președintelui României Nicolae Ceaușescu, în anul 1967
Deși acțiunea comandată de căpitanul Tobă s-a desfășurat la ordinul neoficial al generalului Dăscălescu, drept urmare a succesului ei escadronul primind  și laudele acestuia, ofițerul comandant a fost trecut în rezervă (de unde a fost reintegrat ulterior ca ofițer activ în anul 1942) și trimis în judecată, pe motiv că riscase un conflict diplomatic în ceea ce privește frontiera.
Predat statului sovietic după cel de-Al Doilea Război Mondial, fostul căpitan Tobă – conform celor consemnate de acesta, a fost din nou judecat în februarie 1950 de către un Tribunal Militar Ambulant la Sverdlovsk, pentru incidentul din 1940. După eliberarea sa de către sovietici și revenirea în România comunistă, demersurile sale în plan oficial de recunoaștere a incidentului au rămas fără succes.
Despre căpitanul Ioan Tobă – zis „Hatmanul” - și-a amintit în anul 2000 Mariana Drăgescu în cadrul unei discuții cu colonelul Dan Gîju, în timpul documentării pe care acesta din urmă o făcea pentru a consemna activitatea Ecadrilei Albe. Drăgescu i-a pomenit astfel colonelului despre fiica lui Tobă, care păstrase jurnalul de război al tatălui ei și un album de fotografii. În respectivul jurnal a fost consemnat incidentul din 6 iulie 1940, iar una dintre fotografiile albumului, datată 8 iulie 1940, avea consemnată identitatea unora dintre ofițerii, subofițerii și soldații care s-au aflat împreună în misiune, la Putna. Atât jurnalul, cât și albumul au fost preluate de Dan Gîju, care a pus ulterior în circuit informațiile și imaginile conținute de acestea.

## Susținere istorică, discordanțe și neclarități
- Evenimentul este unul controversat, deoarece în documentele militare din arhive nu sunt referiri la incident.[2] De asemenea, asupra probității lui Tobă în ceea ce privește relatările acestuia de după război au fost exprimate – la modul general, îndoieli. Astfel, la peste o jumătate de secol mai târziu în volumul de amintiri despre experiențele sale trăite în universul concentraționar și în afara sârmei ghimpate în România comunistă, memorialistul Florin Constantin Pavlovici  – fost coleg de celulă la Penitenciarul Gherla cu Ion Tobă - l-a caracterizat pe acesta ca fiind mitoman și fanfaron,[8] iar în Rechizitoriul din Procesul Comunismului scriitorul Cicerone Ionițoiu l-a caracterizat, de asemenea, pe Tobă drept având „o fantezie uluitoare”.[9]

Cu toate acestea au existat martori care au confirmat existența incidentului: soldatul Ion Larian Postolache și ofițerul Ghiocel Constantinescu din Grupul de Cavalerie 25 Cercetare, protosinghelul Veniamin, fost stareț  al Mănăstirii Putna în acea perioadă, precum și călugărul Schipor Dumitru. Căpitanul Tobă a descris de asemenea amănunțit în propriul său jurnal mișcările trupei pe care a condus-o în zonă în perioada centrată pe 6 iulie 1940, iar locurile indicate sunt confirmate de documentele operative ale Diviziei 25 Infanterie, în a cărei componență se afla grupul de cavalerie respectiv. De asemenea, într-o scrisoare trimisă fostului comandant în anul 1975, fostul sublocotenent Ghiocel Constantinescu a precizat motivele pentru care a dorit ascunderea episodului de la Putna, anume pentru a evita urmări nedrepte și nemeritate asupra sa, în contextul cooperării pe care România o avea la acele vremuri cu URSS.
- În condițiile existenței unei dispoziții valabile a Marelui Stat Major, conform cărora trupele românești trebuiau să nu deschidă focul asupra trupelor sovietice și să nu reacționeze la provocările acestora,[1] în alte incidente armate petrecute în aceeași perioadă pe teritoriul rămas înafara granițelor ca urmare a cedării acestuia sovieticilor, precum cel de la Giurgiulești sau cel de la Vicovu de Sus în care înaintarea trupelor sovietice a fost oprită prin reacție militară, ofițerilor comandanți le-au fost recunoscute meritele individuale de către ierarhia militară de atunci,[3][10] pe când în cel de la Putna, în care teritoriul pus în pericol de către inamic a fost chiar cel rămas în interiorul granițelor naționale, ofițerul comandant a fost sancționat pe motiv că a riscat un conflict diplomatic la frontieră.[5]
- În romanul Zodia capului de mort, exercițiu memorialistic bazat pe însemnările de front ale căpitanului Tobă[11] scris de către Dan Gîju,[4] există ideea că la data de 7 iulie 1975 s-ar fi montat în fața Mănăstirii Putna o placă de marmură gravată cu următorul text:[2]

„7 iulie 1940. Salvatu-sa și păstratu-sa în granițele țării noastre acest Sfânt Lăcaș, cu mormântul marelui voievod Ștefan, precum și odoarele de preț, de către Escadronul 25 Cavalerie Focșani, comandat de căpitanul de Cavalerie Ioan Tobă, Hatmanul, și subalternii săi - sublocotenenții în rezervă Ghiocel Constantinescu, Nicolae Stănescu, Nicolae Vassiescu, sergentul Constantin Grosu și fruntașii cu termen redus Traian Comănescu și Ion Larian Postolache, stareț al mănăstirii fiind arhimandritul Veniamin Grigoraș. Spre aducere aminte generațiilor de azi și de mâine”
În anul 2012 respectiva placă de marmură nu se afla la locul în care, conform textului din roman, ar fi trebuit să fie montată.